# Liste der Denkmäler des Deutsch-Französischen Krieges im Landkreis Emmendingen
Diese Liste gibt einen Überblick über Gedenkstätten im Landkreis Emmendingen, die sich schwerpunktmäßig der Geschichte des Deutsch-Französischen Krieges von 1870/71 widmen.

## Liste
| Bild | Ort                      | Ortsteil                 | Lage                                                               | Beschreibung                                   |
| --- | ------------------------ | ------------------------ | ------------------------------------------------------------------ | ---------------------------------------------- |
| Bild gesucht Die Wikipedia wünscht sich an dieser Stelle ein Bild vom Ort mit diesen Koordinaten 48.12445 7.73596 . Motiv: Kriegerdenkmal Bahlingen am Kaiserstuhl Falls du dabei helfen möchtest, erklärt die Anleitung , wie das geht. BW | Bahlingen am Kaiserstuhl | Bahlingen am Kaiserstuhl | Friedhof 48° 7′ 28″ N, 7° 44′ 9″ O                                 | Obelisk aus dunklem Stein auf Sockel           |
| Bild gesucht Die Wikipedia wünscht sich an dieser Stelle ein Bild vom Ort mit diesen Koordinaten 48.06659 7.88255 . Motiv: Kriegerdenkmal Denzlingen Falls du dabei helfen möchtest, erklärt die Anleitung , wie das geht. BW               | Denzlingen               | Denzlingen               | ev. Kirche 48° 4′ 0″ N, 7° 52′ 57″ O                               | Gedenktafel in der ev. Kirche                  |
| Bild gesucht Die Wikipedia wünscht sich an dieser Stelle ein Bild vom Ort mit diesen Koordinaten 48.0657 7.88282 . Motiv: Kriegerdenkmal Denzlingen Friedhof Falls du dabei helfen möchtest, erklärt die Anleitung , wie das geht. BW       | Denzlingen               | Denzlingen               | Friedhof 48° 3′ 57″ N, 7° 52′ 58″ O                                | Gedenktafel auf dem Friedhof                   |
| | Emmendingen              | Emmendingen              | Alter Friedhof 48° 7′ 7″ N, 7° 51′ 3″ O                            | Obelisk aus rotem Stein auf Sockel             |
| Bild gesucht Die Wikipedia wünscht sich an dieser Stelle ein Bild vom Ort mit diesen Koordinaten 48.14102 7.70628 . Motiv: Kriegerdenkmal Endingen am Kaiserstuhl Falls du dabei helfen möchtest, erklärt die Anleitung , wie das geht. BW  | Endingen am Kaiserstuhl  | Endingen am Kaiserstuhl  | Bei der Kirche 48° 8′ 28″ N, 7° 42′ 23″ O                          | Stehende Gedenktafel                           |
| Bild gesucht Die Wikipedia wünscht sich an dieser Stelle ein Bild vom Ort mit diesen Koordinaten 48.2082 7.82764 . Motiv: Kriegerdenkmal Bleichheim Falls du dabei helfen möchtest, erklärt die Anleitung , wie das geht. BW                | Herbolzheim              | Bleichheim               | bei der Kirche St. Hilarius 48° 12′ 30″ N, 7° 49′ 40″ O            | Obelisk mit Kreuzen aus rotem Stein auf Sockel |
| Bild gesucht Die Wikipedia wünscht sich an dieser Stelle ein Bild vom Ort mit diesen Koordinaten 48.19305 7.7748 . Motiv: Kriegerdenkmal Kenzingen Falls du dabei helfen möchtest, erklärt die Anleitung , wie das geht. BW                 | Kenzingen                | Kenzingen                | Friedhof 48° 11′ 35″ N, 7° 46′ 29″ O                               | Obelisk auf Sockel                             |
| Bild gesucht Die Wikipedia wünscht sich an dieser Stelle ein Bild vom Ort mit diesen Koordinaten 48.13865 7.80502 . Motiv: Kriegerdenkmal Köndringen Falls du dabei helfen möchtest, erklärt die Anleitung , wie das geht. BW               | Teningen                 | Köndringen               | bei der Kirche 48° 8′ 19″ N, 7° 48′ 18″ O                          | Säule oben mit stehendem Soldaten              |
| Bild gesucht Die Wikipedia wünscht sich an dieser Stelle ein Bild vom Ort mit diesen Koordinaten 48.18218 7.88513 . Motiv: Kriegerdenkmal Ottoschwanden Falls du dabei helfen möchtest, erklärt die Anleitung , wie das geht. BW            | Freiamt                  | Ottoschwanden            | Kirche 48° 10′ 56″ N, 7° 53′ 6″ O                                  | Gedenktafel                                    |
| Bild gesucht Die Wikipedia wünscht sich an dieser Stelle ein Bild vom Ort mit diesen Koordinaten 48.12958 7.80589 . Motiv: Kriegerdenkmal Teningen Falls du dabei helfen möchtest, erklärt die Anleitung , wie das geht. BW                 | Teningen                 | Teningen                 | Mauer hinter dem Denkmal bei der Kirche 48° 7′ 46″ N, 7° 48′ 21″ O | Gedenktafel                                    |
| Bild gesucht Die Wikipedia wünscht sich an dieser Stelle ein Bild vom Ort mit diesen Koordinaten 48.20668 7.7959 . Motiv: Kriegerdenkmal Wagenstadt Falls du dabei helfen möchtest, erklärt die Anleitung , wie das geht. BW                | Herbolzheim              | Wagenstadt               | bei der Kirche 48° 12′ 24″ N, 7° 47′ 45″ O                         | Gedenkstein                                    |
| Bild gesucht Die Wikipedia wünscht sich an dieser Stelle ein Bild vom Ort mit diesen Koordinaten 48.09407 7.9715 . Motiv: Kriegerdenkmal Waldkirch Falls du dabei helfen möchtest, erklärt die Anleitung , wie das geht. BW                 | Waldkirch                | Waldkirch                | Alter Friedhof, Friedhofsmauer 48° 5′ 39″ N, 7° 58′ 17″ O          | Gedenktafel und -stein                         |
| | Waldkirch                | Kollnau                  | Haupteingang des Kollnauer Rathauses 48° 6′ 10″ N, 7° 58′ 18″ O    | Gedenktafel                                    |